# Suzanne Collins

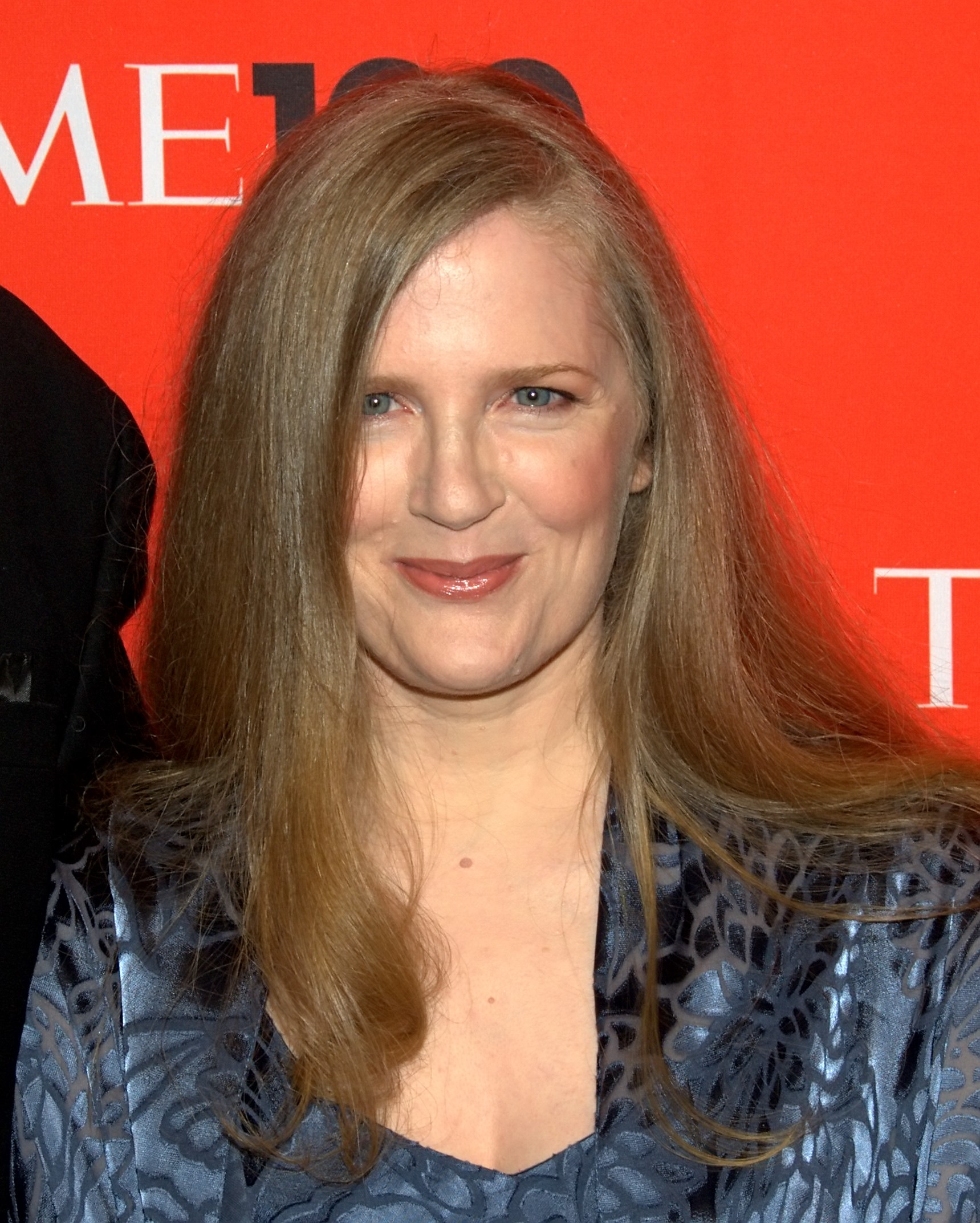
Suzanne Collins (2010)

Suzanne Collins (* 10. August 1962 in Hartford, Connecticut) ist eine US-amerikanische Autorin von Cartoons sowie von Kinder- und Jugendliteratur. Ihre Trilogie Die Tribute von Panem wurde weltweit über 100 Millionen Mal verkauft.

## Leben
Suzanne Collins’ Karriere begann 1991 als Autorin für das amerikanische Kinderfernsehen, unter anderem für Nickelodeon. Sie wurde von dem US-amerikanischen Kinderbuchautor James Proimos inspiriert, selbst Kinderbücher zu schreiben.
Zu ihrem ersten Buch Gregor und die graue Prophezeiung wurde sie durch die Geschichte von Alice im Wunderland angeregt. Der 2003 veröffentlichte erste Band einer fünfteiligen Abenteuerreihe wurde zu einem internationalen Bestseller. Das Buch handelt von Gregor und seiner kleinen Schwester Boots, die in das sogenannte Unterland gelangen, wo sie zahlreiche Abenteuer erleben. Die Hauptstadt der dort lebenden Menschen heißt „Regalia“.
Im September 2008 veröffentlichte Scholastic Press The Hunger Games, das erste Buch einer neuen Trilogie von Collins. 2009 erschien die deutsche Übersetzung von Sylke Hachmeister und Peter Klöss unter dem Titel Die Tribute von Panem – Tödliche Spiele und erwies sich als Erfolg. Das Buch wurde millionenfach verkauft. Der Inhalt wurde teilweise von der römischen Geschichte (Anspielung im Titel auf →Panem et circenses) und nach Collins’ Angaben von der Karriere ihres Vaters bei der United States Air Force inspiriert, die ihr ein besseres Verständnis von Hunger und Armut und den Auswirkungen des Krieges gab. Im Zentrum der Handlung des ersten Bandes steht die 16-jährige Katniss, die den Platz ihrer jüngeren Schwester Prim bei den „Hungerspielen“ einnimmt, als diese für einen Kampf auf Leben und Tod in die Arena geschickt werden soll. Die Fortsetzungen Die Tribute von Panem – Gefährliche Liebe und das Finale Die Tribute von Panem – Flammender Zorn erschienen 2010 und 2011.
Collins wurde von der Zeitschrift Time auf die Liste der 100 einflussreichsten Menschen des Jahres 2010 gewählt. Die Autorin wirkte auch am Drehbuch der Verfilmung des ersten Teils der Tribute-von-Panem-Trilogie mit.
Am 19. Mai 2020 wurde in den USA The Ballad of Songbirds and Snakes, die Vorgeschichte von Die Tribute von Panem, veröffentlicht. Es wurde in 38 weitere Sprachen übersetzt. Der deutsche Titel lautet Die Tribute von Panem X – Das Lied von Vogel und Schlange. Am 18. März 2025 erschien eine weitere Vorgeschichte zu der Trilogie Sunrise on the Reaping. Es ist in 25 Sprachen erhältlich, weitere Übersetzungen sind in Planung. Im Deutschen wurde dieser Titel mit Die Tribute von Panem L – Ein Tag bricht an übersetzt. 
Suzanne Collins lebt mit ihrem Mann und ihren beiden Kindern in Connecticut.

## Werke

### Mystery Files of Shelby Woo
- Fire Proof. 1999. (Taschenbuch)

### Gregor – The Underland Chronicles
- Gregor und die graue Prophezeiung. 2005, ISBN 3-7891-3210-1 (Gregor the Overlander; 2003).
- Gregor und der Schlüssel zur Macht. 2006, ISBN 3-7891-3211-X (Gregor and the Prophecy of Bane; 2004).
- Gregor und der Spiegel der Wahrheit. 2007, ISBN 978-3-7891-3212-4 (Gregor and the Curse of the Warmbloods; 2005).
- Gregor und der Fluch des Unterlandes. 2008, ISBN 978-3-7891-3213-1 (Gregor and the Marks of Secret; 2006).
- Gregor und das Schwert des Kriegers. 2008, ISBN 978-3-7891-3214-8 (Gregor and the Code of Claw; 2007).

### Die Tribute von Panem – The Hunger Games
- Tödliche Spiele. Oetinger, Hamburg 2009, ISBN 978-3-7891-3218-6. (The Hunger Games; 2008).
- Gefährliche Liebe. Oetinger, Hamburg 2010, ISBN 978-3-7891-3219-3. (Catching Fire; 2009). (Platz 1 der Spiegel-Bestsellerliste vom 23. bis zum 29. April 2012)
- Flammender Zorn. Oetinger, Hamburg 2011, ISBN 978-3-7891-3220-9. (Mockingjay; 2010). (Platz 1 der Spiegel-Bestsellerliste vom 31. Januar bis zum 20. Februar 2011)
- X – Das Lied von Vogel und Schlange, Oetinger, Hamburg 2020, ISBN 978-3-7891-2002-2. (The Ballad of Songbirds and Snakes; 2020)
- L – Der Tag bricht an, Oetinger, Hamburg 2025, ISBN 978-3-7512-0716-4. (Sunrise on the Reaping; 2025)

## Hörbücher
- Gregor und die graue Prophezeiung. Oetinger Audio, Hamburg 2005, ISBN 3-7891-0075-7. (gekürzt, szenische Lesung, 4 CDs 304 Min.)
- Gregor und der Schlüssel zur Macht. Oetinger Audio, Hamburg 2006, ISBN 3-8373-0110-9. (gekürzt, szenische Lesung, 4 CDs 307 Min.)
- Gregor und der Spiegel der Wahrheit. Oetinger Audio, Hamburg 2007, ISBN 978-3-8373-0308-7. (gekürzt, szenische Lesung, 4 CDs 313 Min.)
- Gregor und der Fluch des Unterlandes. Oetinger Audio, Hamburg 2008, ISBN 978-3-8373-0379-7. (gekürzt, szenische Lesung, 4 CDs 300 Min.)
- Gregor und das Schwert des Kriegers. Oetinger Audio, Hamburg 2009, ISBN 978-3-8373-0413-8. (gekürzt, szenische Lesung, 4 CDs 316 Min.)
- Die Tribute von Panem 1. Tödliche Spiele. Oetinger Audio, Hamburg 2010, ISBN 978-3-8373-0515-9. (gekürzt, gelesen von Maria Koschny, 6 CDs 381 Min.)
- Die Tribute von Panem 2. Gefährliche Liebe. Oetinger Audio, Hamburg 2010, ISBN 978-3-8373-0532-6. (gekürzt, gelesen von Maria Koschny, 6 CDs 396 Min.)
- Die Tribute von Panem 3. Flammender Zorn. Oetinger Audio, Hamburg 2011, ISBN 978-3-8373-0560-9. (gekürzt, gelesen von Maria Koschny, 6 CDs 420 Min.)
- Die Tribute von Panem 1. Tödliche Spiele. Oetinger Audio, Hamburg 2012. (ungekürzt, gelesen von Maria Koschny, 581 Min., DE: Gold (Hörbuch-Award))[6]
- Die Tribute von Panem 2. Gefährliche Liebe. Oetinger Audio, Hamburg 2012. (ungekürzt, gelesen von Maria Koschny, 575 Min.)
- Die Tribute von Panem 3. Flammender Zorn. Oetinger Audio, Hamburg 2012. (ungekürzt, gelesen von Maria Koschny, 587 Min.)

## Filmografie
- 2011: Ticket Out – Flucht ins Ungewisse (Ticket Out); Drehbuch
- 2012: Die Tribute von Panem – The Hunger Games (The Hunger Games); geschäftsführende Produzentin, Drehbuch
- 2013: Die Tribute von Panem – Catching Fire (The Hunger Games: Catching Fire); geschäftsführende Produzentin, Drehbuch
- 2014: Die Tribute von Panem – Mockingjay Teil 1
- 2015: Die Tribute von Panem – Mockingjay Teil 2
- 2023: Die Tribute von Panem – The Ballad of Songbirds and Snakes (The Hunger Games: The Ballad of Songbirds and Snakes)

## Auszeichnungen
Suzanne Collins wurde für Die Tribute von Panem – Tödliche Spiele mit dem Buxtehuder Bullen 2009 und mit dem Deutschen Jugendliteraturpreis 2010 ausgezeichnet.
Beim Leserpreis 2009 bekam sie die Goldmedaillen in den Kategorien Fantasy und bestes Cover.